# Giràrdides
El Giràrdides (o Geràrdides) foren un llinatge de la noblesa franca qui descendia de Gerard I de París, comte de París.

## Genealogia
- Gerard I de París († 779), comte de París
  - Esteve de París († vers 815), comte de París
  - Leutard I de Paris († vers 813/816), comte de Fézensac després comte de París.
    - Engeltruda de Fézensac, casada amb Eudes d'Orléans, mère d'Ermentrude d'Orléans qui épouse Charles le Chauve
    - Girart de Roussillon[1] († 874), fils de Leuthard Ier, comte de Paris, duc de Viennois.
    - Adalard el Senescal[2] († ap. 865), fill de Leutard I.
      - Esteve († 882)
      - Una filla, promesa el 865 à Lluís el Jove, fill de Lluís el Germànic
      - Adalard,[3] comte de Metz († 890)
        - Esteve, comte de Chaumont
        - Gerard I de Metz († 910), comte de Metz, casat amb Oda de Saxònia, vídua de Zuentibold, rei de Lotaríngia
          - Godefroi de Baixa Lotaríngia († després de 949), casat amb Ermentruda, filla de Carles el Simple
            - Gerard II, comte de Metz (944-963)
              - Ricard, comte de Metz (963-982)
                - Gerard III († 1021/1033), fil de l'anterior, casat amb Eva, filla de Sigefred, comte de Luxembourg.
                - Adalbert II, comte de Metz (1022-1033), casat a Judith von Öhningen.
                  - Gerard IV († 1045), comte de Metz (1033-1045) 
                    - Adalbert III († 1048), comte de Metz (1045-1047), duc de Lorena (1047-1048).
                    - Gerard V († 1070), comte de Metz (1047-1070), duc de Lorena (1048-1070)

        - Riquer de Lieja († 945), fils d'Adalard († 890), bisbe de Lieja
        - Matfrid I de Metz († 930), germà de l'anterior, comte de Metz, casat amb Lantsint.
          - Adalbert I de Metz († 944), fill de l'anterior, comte de Metz casat amb Luitgarde, filla de Wigeric de Bidgau

  - Bigó de París († 816), comte de París i Tolosa, germà de Leutard I
    - Susana de París, casada amb el comte Wulfhard de Flavigny
      - Adalard de París (vers 830-† després de 890), comte palatí, comte de París
        - Wulfhard, canceller imperial

    - Leutard II de París (806-858), comte de París